# Zoogeografia
La zoogeografia és la disciplina que estudia la distribució dels animals al territori, incloent-hi la dimensió temporal. D'aquesta manera, explora com varia la freqüència de determinades espècies a un hàbitat i la seva influència a l'entorn. També explica el perquè de les variacions, sovint degudes a mutacions, canvis climàtics, accidents geogràfics o processos històrics. Es basa en l'ecologia, la genètica i les troballes de la geografia física per establir patrons de conducta dels desplaçaments animals, reconstruir com eren al passat i vetllar per la seva conservació futura.
Tot i que la geografia i les ciències naturals portaven segles estudiant les diferències entre els animals de cada zona, la disciplina com a ciència neix amb les aportacions d'Alfred Russel Wallace, que va dividir les masses terrestres de la Terra en diverses regions zoogeogràfiques (posteriorment s'hi van afegir les regions polars):
- nord-europea
- mediterrània
- siberiana
- manxú
- africana oriental
- africana occidental
- malgaixa
- africana meridional
- hindú
- ceilanesa
- indoxinesa
- indomalàsia
- austromalàsia
- australiana
- polinèsia
- neozelandesa
- xilena
- brasilera
- mexicana
- antillana
- californiana
- rocallosa
- al·leganiana
- canadenca

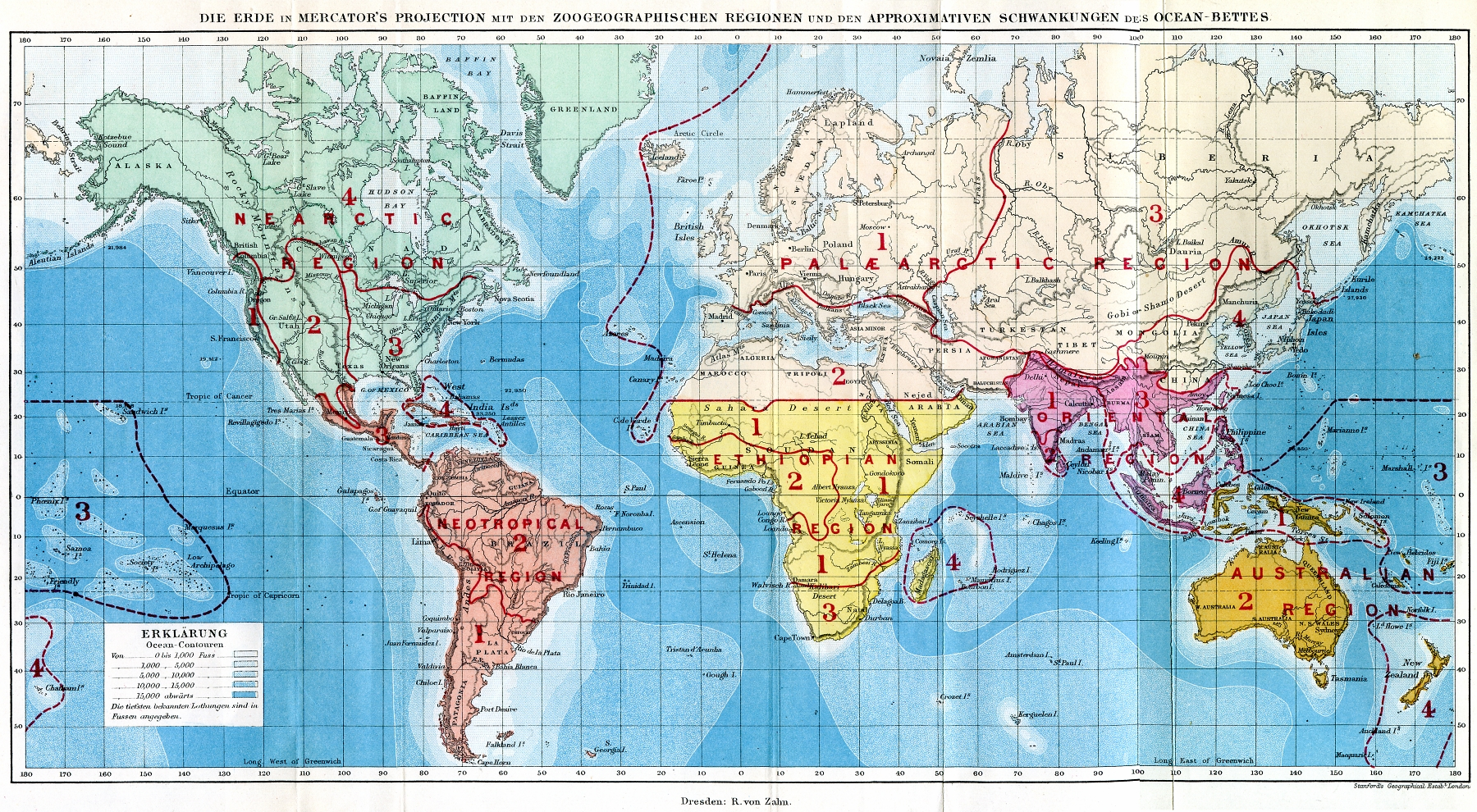
Regions geogràfiques de Wallace

Gairebé totes les espècies del món tenen una distribució endèmica, és a dir, es troben en un sol lloc.